# Bệnh sốt sữa
Bệnh sốt sữa (Milk fever), còn được biết đến với các tên gọi như Postparturient hypocalcemia, Parturient paresis là một dạng bệnh tật xảy ra trên các loài vật nuôi, gia súc thuộc nhóm động vật nhai lại có đặc trưng là sự mất cân bằng hay thiếu hụt lượng calci (Hypocalcemia) với triệu chứng điển hình là cơn sốt mà thân nhiệt tăng cao. Sốt sữa là một bệnh thường gặp ở bò sữa đặc biệt bò cao sản vào thời kỳ trước và sau khi đẻ. Nó là kết quả của sự mất khả năng điều hoà duy trì nồng độ calci huyết thông qua sự hấp thu và sự huy động calci xương không đủ.
Bệnh sốt sữa là một bệnh thường gặp ở bò sữa nhưng cũng xuất hiện trên bò thịt, bệnh gây thiệt hại kinh tế đáng kể cho ngành chăn nuôi nói chung và chăn nuôi bò sữa nói riêng. Đây là bệnh trao đổi chất và trong nhiều năm trở lại đây đã có nhiều nghiên cứu. Nhưng cho đến nay, cơ chế sinh bệnh của nó vẫn chưa được làm sáng tỏ rõ ràng, không phải lúc nào nó cũng biểu hiện theo một quy luật đơn giản để xây dựng kế hoạch phòng trị hiệu quả. Hiện nay, người ta đã sử dụng các phương pháp khác nhau để phòng và trị bệnh này, nhưng chủ yếu và có hiệu quả nhất vẫn là phòng bệnh.

## Trên bò
Chăn nuôi bò sữa trên thế giới đã phát triển mạnh về quy mô và tính chuyên hoá, chăn nuôi bò sữa đã mang lại nguồn thu nhập đáng kể cho các nông hộ, cải thiện đời sống cho nông dân. Tuy nhiên, ngành chăn nuôi này cũng đã gặp không ít khó khăn trở ngại, ngoài vấn đề về kỹ thuật chăn nuôi, về bệnh như bệnh truyền nhiễm, bệnh ký sinh trùng, đặc biệt là ký sinh trùng đường máu, vấn đề về tính thích nghi của các giống bò nhập và các giống lai, về sự thay đổi giá cả đầu vào, đầu ra của sản phẩm mà còn gặp phải các bệnh liên quan đến trao đổi chất, liên quan đến dinh dưỡng rất khó kiểm soát, cụ thể là bệnh sốt sữa ở bò.

### Đại cương
Đối với gia súc nói chung, trong thời kỳ chửa đẻ và tiết sữa, nhu cầu calci (Ca) bổ sung rất lớn. Đặc biệt đối với những bò cao sản, lượng Ca, P bài xuất trong sữa rất lớn, có thể làm mất cân bằng giữa lượng thu nhận và lượng bài xuất. Các tiến bộ di truyền, dinh dưỡng động vật đã tạo ra những giống bò cao sản. Kết quả là sản xuất một lượng sữa đầu cao hơn và nó đòi hỏi sự chuyển hoá lớn hơn để duy trì điều hoà calci trong giai đoạn trước và sau đẻ. Hiện tượng giảm calci huyết cận lâm sàng trong những năm vừa qua đã trở nên phổ biến hơn, là kết quả của sự tăng rối loạn chuyển hoá.
Tình trạng này sẽ dẫn đến sự giảm calci huyết đột ngột vào giai đoạn trước và sau khi đẻ và nếu kéo dài sẽ gây bệnh gọi là bệnh sốt sữa. Hạ huyết lâm sàng, còn được gọi là "sốt sữa", là hạ lượng calci trong máu ở mức lớn và có thể được phân loại theo mức độ nghiêm trọng của các triệu chứng. Bệnh xuất hiện do rối loạn cơ chế điều hoà duy trì calci huyết và gây nên liệt nhẹ. Bệnh xảy ra đột ngột vào trước và sau sinh, trong vòng 3 ngày (đặc biệt 1-2 ngày sau sinh). Nó là kết quả của sự mất khả năng điều hoà duy trì nồng độ calci huyết thông qua sự hấp thu calci ở ruột và huy động calci từ xương. Bệnh thường gặp ở gia súc cao sản đặc biệt là bò sữa từ lứa thứ 3 trở đi.
Lượng calci huyết thanh thấp, được gọi là hiện tượng hạ calci máu (hypocalcemia), có thể phổ biến trong đàn bò sữa, ngay cả khi ít gặp các trường hợp sốt sữa, ở những đàn bò được cho ăn các khẩu phần cạn sữa thông thường, thì khoảng 50% bò cái ở chu kỳ 2 và sau đó bị hạ đường huyết trong 24 giờ đầu sau khi đẻ, ngay cả khi tỷ lệ sốt sữa lâm sàng thấp hơn 5%. Hypocalcemia gây cho bò nhận lượng chất khô (thức ăn) thấp hơn, sản lượng sữa thấp hơn, tỉ lệ mắc bệnh chuyển hóa cao hơn và khả năng sinh sản kém hơn. Sự giảm calci huyết thanh cận lâm sàng khi mức độ calci huyết thanh < 8,5 mg/dl. Bò được xem là mắc "sốt sữa giai đoạn 1" khi có dấu hiệu sốt sữa sớm mà không giảm xuống.
Tuy nhiên, nhiều con bò bị sốt sữa có thể ở giai đoạn cận lâm sàng và chịu ảnh hưởng của calci huyết hạ nhưng không phát hiện được. Trong thực tế, đối với đàn bò "giá" của những trường hợp sốt sữa cận lâm sàng này lớn hơn nhiều so với "giá" của các trường hợp sốt sữa lâm sàng vì tỷ lệ cao hơn nhiều và tác động của nó đối với sức khoẻ thứ phát của bò. Jesse Goff thuộc Đại học bang Iowa gọi bệnh sốt sữa lâm sàng hoặc cận lâm sàng là "rối loạn cửa ngõ". Ví dụ, nồng độ calci huyết thanh thấp làm giảm co thắt cơ trơn. Do đó, gây ra hiện tượng lệch dạ cỏ. Giảm độ co khép lại của cơ vòng ở đầu vú có thể cho phép vi khuẩn xâm nhập vào và gây ra viêm vú.
Đã xác định sốt sữa cận lâm sàng qua đo mức huyết thanh của bò được lấy mẫu từ 12 đến 24 giờ sau khi đẻ. Mặc dù có thể lấy mẫu và phân tích để theo dõi mức độ sốt sữa cận lâm sàng nhưng khó kiểm soát vấn đề tại thời điểm này bằng cách theo dõi và phản ứng. Do đó, đối với bệnh này người chăn nuôi cần đặt trọng tâm tới việc phòng ngừa hoặc điều trị. Trong giai đoạn chuyển tiếp, bò đi từ giai đoạn trước khi sinh, khi nhu cầu calci thấp, nhanh chóng chuyển đến giai đoạn đẻ và sản xuất sữa, cần nhiều calci. Bò có khả năng huy động calci từ xương bù đắp nhu cầu trong một thời gian ngắn cho đến khi nhận được calci tù thức ăn để bắt kịp nhu cầu giai đoạn cho sữa của nó. Một số yếu tố sinh học có thể gây ra sự trì hoãn việc huy động, dẫn đến tình trạng thiếu calci máu.

### Triệu chứng
Bệnh sốt sữa thường xảy ra ở những bò sữa có sản lượng sữa cao, từ lứa đẻ thứ 3 đến lứa đẻ thứ 6 và xuất hiện trong vòng 3–5 ngày sau khi đẻ. Có những con bò sau khi đẻ 3-5 ngày tự nhiên bỏ ăn hoặc kém ăn, chảy dãi rớt, thở mạnh, chân run rẩy, mất cảm giác, lảo đảo, không đứng vững và nằm liệt một chỗ. Bệnh thường xảy ra ở những bò sữa có sản lượng sữa cao, từ lứa đẻ thứ 3 đến lứa đẻ thứ 6 và xuất hiện tròng vòng 3-5 ngày sau khi đẻ. Các triệu chứng bao gồm: căng thẳng, yếu đuối, kích động, và thường xuyên vặn người khi đứng. Giai đoạn II được khi con bò đã nằm xuống thường trong tư thế chúc đầu vào hông, thể hiện sự suy sụp từ vừa phải đến trầm trọng. Giai đoạn III bò nằm lăn ra và suy sụp nghiêm trọng. Nếu không được điều trị ngay, thì bò sẽ chết sớm.
Triệu chứng có thể thấy là Thân nhiệt tăng cao đột ngột 41-420C, thở mạnh, chảy nước dãi do hạ calci huyết áp mà không do nhiễm khuẩn. Trường hợp lượng calci trong máu giảm từ từ, bò cũng bị bại liệt. Tuy nhiên, bệnh diễn biến chậm hơn. Vì các triệu chứng bệnh xuất hiện nhanh, đột ngột, nên khi chẩn đoán cần chú ý phân biệt để tránh nhầm lẫn với các bệnh nhiễm trùng cấp hoặc bệnh say nắng. Gia súc mang thai và tiết sữa, đặc biệt bò sữa cao sản cần một lượng lớn khoáng nhất là calci (Ca) và phosphor (P).
Bệnh có thể chia làm hai thể: thể nhẹ và thể điển hình. Bệnh phát triển rất nhanh, triệu chứng điển hình xuất hiện vài giờ sau khi đã có những triệu chứng ban đầu. Năm triệu chứng điển hình: tư thế nằm đặc biệt (phủ phục, đầu gục xuống đất, sau đó quẹo sang một bên), nhiệt độ vùng xa giảm, mất khả năng tự đứng dậy, nghiến răng và giảm hoặc bỏ ăn. Khi có sự xuất hiện đồng thời hai trong các triệu chứng trên là bệnh điển hình. Nếu định lượng calci huyết thì sẽ bé hơn 5,5 mg/100 ml.
Theo tiên lượng thì bệnh sốt sữa từ khi xuất hiện sẽ có xu hướng tiến triển rất nhanh, nếu không cứu chữa kịp thời trong vòng 12 đến 48 giờ, thì có thể có đến 60% con vật mắc bệnh sẽ bị chết. Những bò mắc bệnh ngay sau khi đẻ từ 6 đến 8 giờ hoặc ngay trong khi đẻ thì bệnh phát triển càng nhanh và càng nặng và tỷ lệ chết rất cao. Cá biệt có những con chết sau vài giờ mắc bệnh. Nếu phát hiện kịp thời và điều trị đúng phương pháp thì có thể chữa khỏi 90 đến 97% nếu xác định đúng nguyên nhân.
Bệnh tiến triển rất nhanh với triệu chứng điển hình như bò nằm phủ phục, đầu gục xuống đất, sau đó quẹo sang một bên, không thể tự đứng dậy. Nhiệt độ vùng xa giảm, nghiến răng, giảm hoặc bỏ ăn, calci huyết nhỏ hơn 5,5 mg/100ml. Nếu không được bổ sung calci kịp thời trong vòng 12 đến 48 giờ, 60% con vật mắc bệnh sẽ chết. Những bò mắc bệnh trong hoặc ngay sau đẻ từ 6 đến 8 giờ thì bệnh tiến triển càng nhanh và nặng, tỷ lệ chết cao. Cá biệt có những con chết sau vài giờ mắc bệnh. Nếu phát hiện kịp thời và điều trị đúng thì khả năng khỏi bệnh rất cao (đến 97%).

### Nguyên nhân
Nguyên nhân là do sau khi đẻ bò cái bắt đầu tiết sữa, nhu cầu calci tăng mạnh (đặc biệt là ở những con cao sản). Caxi được huy động và chuyển vào sữa, lượng calci trong máu giảm mạnh, đột ngột. Bò có thể bị chết sau một giờ nếu không được cấp cứu. Vì các triệu chứng bệnh xuất hiện nhanh, đột ngột, nên khi chẩn đoán cần chú ý phân biệt để tránh nhầm lẫn với các bệnh nhiễm trùng cấp hoặc bệnh say nắng. Trong "bệnh sốt sữa", thân nhiệt tăng cao đột ngột, 41oC-42oC, do hạ calci huyết cấp mà không do nhiễm khuẩn. Trường hợp lượng calci trong máu giảm từ từ, bò cũng bị bại liệt. Tuy nhiên, bệnh diễn biến chậm hơn. Sau khi đẻ bò cái bắt đầu tiết sữa, nhu cầu calci tăng mạnh đặc biệt là ở những con cao sản. Calci được huy động và chuyển vào sữa, lượng calci trong máu giảm mạnh, đột ngột bò có thể bị chết sau một giờ nếu không được cấp cứu.
Ngoài các tác nhân từ bên trong như di truyền bẩm sinh, giống và tuổi, còn có các tác nhân nguy cơ từ bên ngoài cũng tồn tại, trong những nhân tố đó thì những nguyên nhân về mặt dinh dưỡng giữ một vai trò rất quan trọng. Nhu cầu khoáng của gia súc nói chung và đặc biệt đối với bò sữa là rất quan trọng. Khoáng (Ca, P, Fe) và Vitamin (A, D, E) rất quan trọng trong quá trình sinh sản, sinh trưởng và phát triển của vật nuôi. Fe tham gia vào quá trình tạo máu. Ca, P tham gia cấu tạo xương và nhiều chức năng quan trọng khác, vitamin D giúp hấp thu và sử dụng Ca, P tốt hơn, kiến tạo và duy trì bộ xương chắc khỏe, tăng sức sinh sản và năng suất sữa. Vitamin A giúp tăng năng suất và sức đề kháng cho vật nuôi. Vitamin E chống oxy hóa sinh học trong mô bào, tăng cường chức năng sinh sản.
Thông thường thức ăn hỗn hợp có chứa một lượng khoáng và vitamin nhất định đáp ứng nhu cầu tối thiểu cho vật nuôi. Gia súc cao sản, gia súc non thường bị thiếu một số khoáng và vitamin mà nếu không được bổ sung kịp thời sẽ làm giảm năng suất thậm chí gây những triệu chứng nguy hiểm như bại liệt, sốt sữa trên bò sữa do thiếu Ca, P và vitamin D gây thiệt hại lớn cho người chăn nuôi. Nồng độ calci (Ca) trong máu được kiểm soát bởi hormon tuyến cận giáp parathyroid (PTH), hormon tuyến giáp (calcitonin) và chất chuyển hoá của vitamin D3. PTH và calcitonin giúp duy trì nồng độ calci huyết.
Calcitonin giúp giảm calci huyết và được tiết khi calci huyết tăng. Trái lại, PTH cũng như giúp tăng lượng calci huyết và tăng tái hấp thu calci ở thận. Nếu nhu cầu calci vẫn chưa được đáp ứng thì PTH tiếp tục được tiết ra và kích thích huy động calci ở xương và giải phóng calci dự trữ tại đây (Horst và cộng sự, 1997). Nếu calci thu nhận không đủ và lượng dự trữ từ xương cạn kiệt sẽ gây calci huyết thấp.Từ đó dẫn đến Bại liệt do sốt sữa,Do lượng Ca, P bài xuất rất nhiều theo sữa để cung cấp cho nhu cầu của gia súc non, làm mất cân bằng lượng cung–cầu calci dẫn đến calci huyết giảm nhanh và xuất hiện sốt sữa.

### Cơ chế
Sốt sữa là kết quả của một sự khiếm khuyết trong các cơ chế duy trì nồng độ calci huyết bình thường (đối với bò sữa khoảng 2,5 đến 3 g calci trong hệ tuần hoàn). Mỗi lít sữa đầu chứa 2,5g calci tương đương lượng calci bình thường trong tổng số máu cơ thể Vào những ngày gần đẻ và ngay sau khi đẻ, sự tạo sữa đầu yêu cầu một lượng lớn calci khoảng 20 đến 40 g/ngày; lượng calci này được lấy từ máu trong khoảng thời gian ngắn. Tính mẫn cảm của sự tiến triển giảm calci huyết lâm sàng (sốt sữa hoặc chứng liệt nhẹ sau khi đẻ) hoặc cận lâm sàng ở các cá thể khác nhau là không như nhau.
Tính mẫn cảm đối với những bò đẻ từ lứa thứ 3 trở đi so với bò lứa thứ nhất và lứa thứ hai hoặc giữa giống Jersey với giống Holstein hoàn toàn khác nhau. Những khẩu phần có tính axít được cung cấp cho bò cạn sữa trước lúc đẻ có tác dụng phòng bệnh sốt sữa, còn những khẩu phần có tính kiềm thì lại tạo điều kiện cho sự xuất hiện sốt sữa. Tỷ lệ calci trong khẩu phần có ảnh hưởng đến hậu quả của sốt sữa nhưng ảnh hưởng này chắc chắn là không tuyến tính
Chế độ ăn có tính axít hay tính kiềm có thể được đánh giá bằng tính toán sự cân bằng cation-anion thức ăn (DCAB). Những chất điện ly của thức ăn có thể được xếp vào hai loại là các cation và anion. Các anion mang điện tích âm, các cation mang điện tích dương. Điện tích trên các chất điện ly có ảnh hưởng lên tính axít-kiềm và cuối cùng ảnh hưởng đến chuyển hoá calci. Các cation quan trọng nhất trong thức ăn là Na, K, Ca, Mg; trong khi đó các anion quan trọng là Cl, S, P. Các cation Na, K và anion Cl, S tác động một ôhiệu ứng ion mạnhằ lên tính axít-kiềm và được gọi là các ion mạnh. Những ion mạnh (hay cố định) được xác định rất phổ biến sẵn có và chúng không được chuyển hoá trong tổ chức

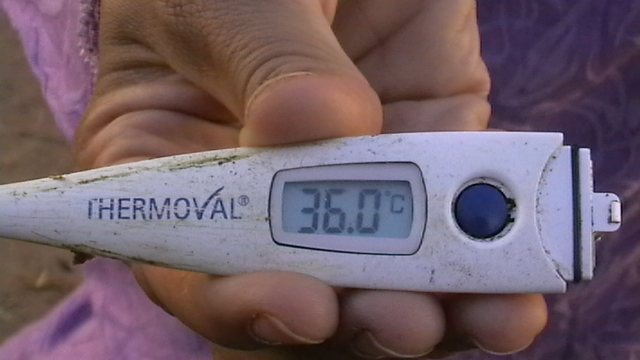
Lượng calci hạ bất thường đo được ở một con bò bệnh

Những ảnh hưởng của một số nhân tố bao gồm cả những nhân tố thức ăn cũng như những cation và anion lên tính axít-base của một dung dịch hoà tan đơn giản hoặc các dịch ngoại bào của gia súc. Nguyên lý cấu tạo một dung dịch cũng như các dịch thể luôn phải là trung tính. Điện tích dương của các cation phải tương đương với điện tích âm của các anion để đảm bảo tính trung hoà về điện. Nếu lượng cation trong dung dịch là lớn hơn lượng anion, pH dung dịch sẽ tăng lên. Ngược lại, nếu các anion là dư thừa so với các cation thì pH của dung dịch sẽ hạ xuống vì dư thừa lượng ion H+
Sự cần thiết để trung hoà điện tích âm của các anion có mặt trong dung dịch Tính axít-kiềm của tổ chức được xác định bởi số đương lượng cation và anion có trong tổ chức. Nếu số anion cao hơn so với số cation, được vào máu từ sự hấp thu thức ăn ở đường tiêu hoá, pH máu sẽ giảm. Tình trạng này là cơ sở của khái niệm cân bằng anion và cation trong khẩu phần (DCAB). Tuy nhiên, DCAB thường không phản ánh được pH máu vì thận và phổi có khả năng điều chỉnh làm thay đổi tính axít-kiềm, nhằm tránh pH máu tăng để đảm bảo sự điều hoà.
Cân bằng cation và anion khẩu phần có thể được sử dụng để đo tỷ lệ giữa cation và anion của khẩu phần và để xác định kiểu đáp ứng mong đợi sau khi cung cấp khẩu phần có tính axít hay kiềm nếu nồng độ anion trong khẩu phần và máu cao hơn nồng độ các cation thì pH máu sẽ giảm, gây nên trúng độc axít. Chính sự thay đổi tính axít-kiềm này của cơ thể là yếu tố cải thiện tình trạng calci của bò sữa trước và sau khi đẻ. Nguyên nhân do các mô đáp ứng sự kích thích của PTH tốt hơn khi bò sữa có pH giảm một cách hệ thống. Sự thêm các anion vào thức ăn gây ra sự tăng sự huy động từ các tế bào huỷ xương và của sự tổng hợp của 1,25-(OH)2D3, cũng như tăng sự hấp thu calci ở ruột. Tất nhiên, trong điều kiện pH hệ thống thấp tăng hiệu quả tác động của các receptor (VDR) đến sự tiết PTH.
Sử dụng những DCAB âm đã gây chứng tăng calci niệu trước khi đẻ (5-10 lần so với bình thường), nó có thể đáp ứng theo những cơ chế bù trừ được phát động bởi sự kiểm soát cân bằng axítkiềm của thận. Sự bổ sung anion làm tăng hệ số thanh thải Ca, cũng có thể là một sự tác động đến sự điều hoà calci để chuẩn bị cho kỳ tiết sữa khi sử dụng các muối và cân bằng cation-anion thức ăn để kích thích sự đòi hỏi của cơ thể về nhu cầu calci đã làm giảm calci niệu, khắc phục hiện tượng hàm lượng calci cao trong nước tiểu.
Trong các trường hợp này, calci đã được dự phòng sẵn để cung cấp cho cơ thể khi cần, sự giám sát tính axít-kiềm là một biện pháp quan trọng, đây là biện pháp quản lý tình trạng calci dinh dưỡng. Giá trị pH nước tiểu là một chỉ tiêu phản ánh DCAB khẩu phần của bò cạn sữa và của sự bổ sung anion, một số bò không có khả năng đáp ứng sự kích thích của PTH do sự khiếm khuyết về sự nhận biết giữa PTH và receptor (VDR) của các mô xương và thận Những bò trong tình trạng nhiễm kiềm, có nghĩa là pH của nó được duy trì ở mức lớn hơn giới hạn bình thường, đáp ứng kém hoặc không đáp ứng sự tiết PTH.
Khi so sánh độ mạnh axít của các muối anion được sử dụng thông thường và axít HCl đã được thực hiện trên cùng một loại động vật, bằng cách đo pH nước tiểu 4 giờ sau khi ăn trong những ngày 3, 4 và 5 của mỗi một lần thí nghiệm. Những thí nghiệm này đã được thử với những nguồn anion khác nhau trên bò Jersey từ lứa thứ hai trở đi và vào thời kỳ không tiết sữa. Khi những bò được nuôi dưỡng bằng khẩu phần có bổ sung HCl, CaCl2, chloride amôn, sulfat calci, sulfat manhê và nguyên tố S thì pH nước tiểu tương ứng là 6,2 ± 0,21; 7,1 ± 0,36; 7,0 ± 0,2; 7,6 ± 0,15; 7,9 ± 0,08 và 8,2 ± 0,04.
Những muối chloride đã làm cho nước tiểu có tính axít mạnh hơn các muối sulfat và nguyên tố S đã không có ảnh hưởng đến tình trạng axít-kiềm như người ta đã mong đợi, mặc dù S đã được quan tâm như một nguồn anion để bổ sung khoáng cho bò cạn sữa. Đây là thông tin rất quan trọng phải được quan tâm để xác định phương trình DCAB tiêu biểu nhất và xác định nguồn anion thích hợp nhất để sử dụng trong thực tế. Mục đích đầu tiên của việc bổ sung anion và của sự thay đổi cân bằng cation-anion thức ăn là gây một sự thay đổi tương đối quan trọng tình trạng axít-kiềm gây tăng lượng calci trong dịch ngoại bào từ đó tăng calci huyết. Khi một đàn biểu hiện rối loạn chuyển hoá vào thời kỳ sau khi đẻ sớm (sốt sữa, sót nhau) có thể do DCAB là dương và pH nước tiểu tương đối tăng. Những bò trong tình trạng này không phải trong trạng thái sinh lý bình thường để tối ưu hoá tình trạng calci vào thời điểm chuẩn bị sinh sữa đầu.
Tổng lượng calci trong cơ thể chiếm khoảng 1% trọng lượng cơ thể, tỷ lệ này ở gia súc non cao hơn so với gia súc trưởng thành. Calci là một trong những nguyên tố có mặt ở phần lớn các cơ quan động vật. Hầu hết (99% tổng số Ca) được dự trữ và cấu tạo nên xương. Chỉ một phần rất nhỏ (1%) ở ngoài xương, lưu hành trong các dịch tổ chức và các mô mềm nhưng về mặt chức năng lại rất quan trọng. Những rối loạn chuyển hoá có liên quan đến calci được kết hợp với sự suy sụp điều hoà kéo theo sự mất cân bằng giữa lượng calci cung cấp và lượng tiêu thụ. Trong thời kỳ chửa đẻ và kỳ tiết sữa cơ thể gia súc đòi hỏi một lượng lớn Ca, đặc biệt đối với bò sữa cao sản, do lượng Ca, P bài xuất rất nhiều trong sữa để cung cấp cho nhu cầu của gia súc non, làm mất cân bằng lượng calci ăn vào và thải ra.
Tình trạng này sẽ dẫn đến sự giảm calci huyết đột ngột vào giai đoạn trước và sau khi đẻ và nếu kéo dài thì sẽ gây bệnh gọi là bệnh sốt sữa. Bệnh sốt sữa cổ điển là thể bệnh được phát ra trong ngày đầu hoặc những ngày tiếp theo sau khi đẻ, nhưng về sau người ta thấy có những calci xuất hiện vào thời điểm trước khi chuyển đẻ. Bệnh xuất hiện do rối loạn cơ chế điều hoà duy trì calci huyết bình thường và gây nên liệt nhẹ. Bệnh xảy ra đột ngột, cấp tính vào giai đoạn trước và sau khi đẻ trong vòng 3 ngày (đặc biệt từ giờ thứ 12 đến giờ thứ 48 sau khi đẻ). Bệnh thường gặp ở những bò cao sản, đẻ từ lứa thứ 3 trở đi. Những bò đã có tiền sử về bệnh này rất dễ mắc lại vào những lứa tiếp theo.

### Phòng bệnh
Đối với bệnh này phòng là có hiệu quả nhất. Một trong những cách phòng tốt nhất là cân đối khẩu phần, cụ thể là cân bằng cation và anion trong khẩu phần (DCAB = Dietary Cation Anion Balance) đã được nhiều tác giả chú ý và đã thử nghiệm có hiệu quả. Đặc biệt là khẩu phần axít hoá, là khẩu phần có cân bằng âm hay khẩu phần giàu anion. Khi bò ăn khẩu phần axít hoá gây giảm pH máu và pH nước tiểu, đặc biệt pH nước tiểu giảm rất rõ. Vào 2 hoặc 3 tuần cuối của thời kỳ chửa là pha rất quan trọng trong chu kỳ tiết sữa ở bò cao sản. 
Trong quản lý đàn, loại khẩu phần này được sử dụng để từng bước thích nghi chuyển từ khẩu phần cạn sữa sang khẩu phần cho bò đang kỳ tiết sữa. Đây là cách nhằm kích thích sự đáp ứng điều hoà của cơ thể theo hướng chuẩn bị chuyển hoá thích hợp với những sự đột ngột thay đổi sinh lý xảy ra vào thời điểm đẻ và lúc bắt đầu tiết sữa. Nuôi dưỡng bò sữa theo khẩu phần, phù hợp với nhu cầu. Ngoài các thành phần dinh dưỡng khác cần chú ý bổ sung đủ khoáng đa lượng (calci, phosphor..) cho bò sữa, đặc biệt là đối với những con có năng suất sữa cao.
Hiện nay việc phòng bằng cân bằng anion và cation trong khẩu phần là phương pháp đang được đánh giá cao về hiệu quả cũng như những ưu điểm của nó. Những biện pháp phòng bệnh đã được khuyến cáo là phối hợp khẩu phần nghèo calci vào thời kỳ cạn sữa, điều chỉnh cung cấp lượng calci và P, cung cấp vitamin D3 hoặc những chất chuyển hoá khác bằng đường miệng hoặc bằng các đường khác đường tiêu hoá trước khi đẻ vài ngày.
Tuy nhiên, việc áp dụng các biện pháp đó không phải bao giờ cũng dễ dàng và thêm vào đó ở tất calci các thử nghiệm cũng không đem lại hiệu quả cao. Sự cân đối khẩu phần giàu calci và P có hiệu lực không rõ, phụ thuộc nhiều vào khả năng hấp thu calci của ruột. Cung cấp vitamin D3 hoặc chất chuyển hoá của nó chỉ có giá trị nếu thực hiện đúng vào thời điểm thật chính xác trước khi đẻ. Nếu cung cấp quá muộn dễ có nguy cơ đạt đến ngưỡng độc của vitamin D3. Những khẩu phần giàu khoáng axít đã được sử dụng thành công nhưng các dạng hoá học này gặp phải một vấn đề về tính axít và phương diện ăn mòn của chúng.
Việc thêm vào các nguồn anion (các khoáng axít) hoặc hỗn hợp các muối anion (các khoáng giàu anion Cl, S hơn so với cation Na, K) làm giảm cân bằng anion và giảm nguy cơ sốt sữa. Nếu cho ăn quá nhiều muối có thể gây độc cho cơ thể, ảnh hưởng đến sức khoẻ. Vì lý do này mà các muối không nên hoà tan trong nước hoặc cho uống dưới dạng bọc gélatine. Biện pháp tốt nhất là trộn với thức ăn khẩu phần.
Nếu trộn quá nhiều thì bò sẽ không ăn và từ đó tránh được hậu quả này. Những muối anion có xu hướng làm giảm thu nhận vật chất khô. Sự giảm đáng kể thu nhận có thể đạt tới khi nó vượt quá 3,5 đương lượng/kg vật chất khô. Để tránh sự giảm thu nhận tốt nhất là thêm các muối vào hỗn hợp khẩu phần. Cần lưu ý rằng Sulfat Manhê là muối có khả năng kích thích tính thèm ăn cao hơn so với CaCl2, song các muối sulfat có khả năng axít hoá nước tiểu kém hơn so với muối chloride.
Sự bổ sung anion có thể là một giải pháp có thể chấp nhận được.Công thức khẩu phần cho bò cạn sữa bằng cách tính DCAB cơ sở nhỏ hơn 200 mEq/kg vật chất khô. Sự bổ sung anion có thể được thay đổi nhiều lần cho tới khi có được giá trị mong đợi đạt được mục đích. Giá trị DCAB có thể được thay đổi khi người ta nhận thấy với chế độ ăn cho bò cạn sữa mà nước tiểu của chúng không đạt đến giá trị pH làm thay đổi tình trạng axít-kiềm. Một giải pháp có thể được áp dụng là tạo một cân bằng mới bằng cách sử dụng một hỗn hợp các anion. Hỗn hợp này gồm 50% hỗn hợp MgSO4 và các muối anion khác, cũng như các nguồn calci và 50% còn lại sẽ được hỗn hợp từ ngũ cốc.
Lượng hỗn hợp này được phân phối tuỳ thuộc vào mỗi khẩu phần. Bằng sử dụng hỗn hợp này để phân chia các khoáng khác, nó có thể thay đổi lượng các muối được ăn vào và đạt tới tình trạng axít-base mong muốn Việc đo pH nước tiểu là rất quan trọng được tiến hành song song với việc cạn sữa. pH lớn hơn hoặc bằng 7 có nghĩa là chế độ ăn không có giá trị DCAB mong muốn. Trong trường hợp này, cần phải tăng lượng hỗn hợp anion. Mỗi lần công thức được thay đổi phải xác định pH nước tiểu cho đến khi pH nước tiểu là 6,0 đến 6,5 (đối với bò Hà Lan), từ 5,5 đến 6,0 (bò giống Jersey) là khoảng pH thích hợp để tránh giảm calci huyết.
Việc bổ sung khẩu phần giàu anion cho bò ở thời kỳ cạn sữa đã trở nên một ứng dụng tương đối phổ biến vì vào những năm 60, Khái niệm DCAB đã được khám phá tại Nauy bởi Ender và Dishington, đã được rất nhiều nghiên cứu đề cập tới ở Châu Mỹ. Sử dụng khẩu phần có cân bằng DCAB âm là biện pháp hiệu quả để phòng giảm calci huyết và các rối loạn chuyển hoá, trong khi sử dụng khẩu phần cân bằng dương lại cải thiện sản lượng sữa. Sự bổ sung anion (Cl- và SO4) cho bò trong thời kỳ cạn sữa là đã trở thành một biện pháp được dùng rất phổ biến, chủ yếu là ở các nước Châu Mỹ, với mục đích kiểm soát sự giảm calci huyết và rối loạn chuyển hoá ở thời kỳ trước và sau khi đẻ.

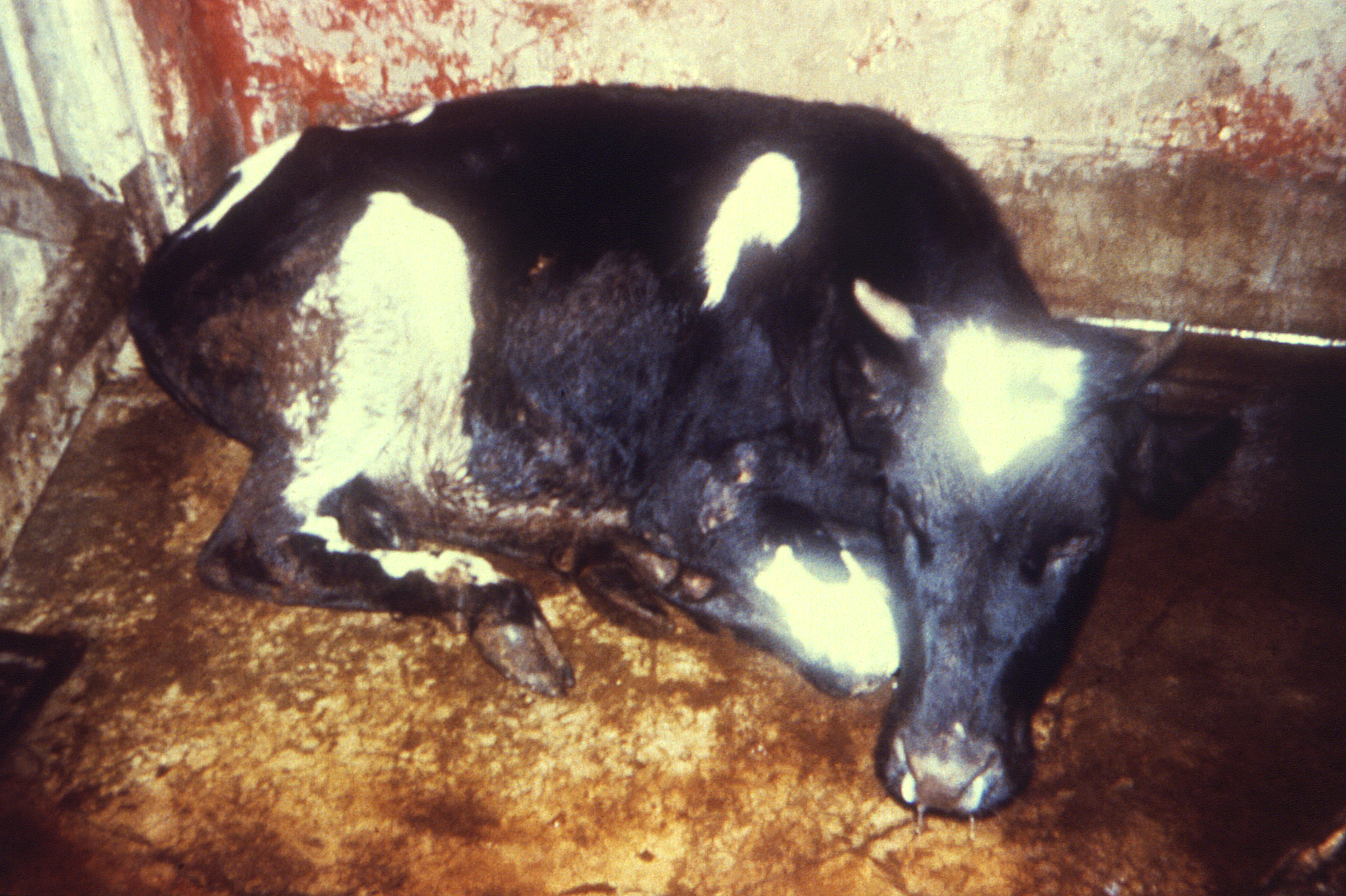
Một con bò đang sốt sữa

Các anion này giúp hạn chế lại những ảnh hưởng có hại của các loại rơm cỏ chứa hàm lượng K cao đến tình trạng calci trong thời kỳ trước và sau khi đẻ. Các anion được sử dụng để gảm cân bằng anion-cation thức ăn từ đó cải thiện giảm nguy cơ nhiễm chuyển hoá axít hệ thống và hệ đệm. Kỹ thuật này có tác dụng làm tăng calci huyết, đáp ứng lại khi có sự giảm calci huyết cũng như đáp ứng nhu cầu calci rất cao vào những ngày đầu của chu kỳ tiết sữa.
SO4 2- là gốc axít có khả năng axít hoá kém hơn so với Cl. Do đó cần phải đưa vào tính toán trong phương trình tính DCAB. Việc phòng sốt sữa có thể được bảo đảm rất cơ bản bằng sự phân phối khẩu phần hợp lý trong thời kỳ cạn sữa. Cụ thể vào gian đoạn này dùng những khẩu phần nghèo Ca. Những khẩu phần tốt hơn cung cấp calci có thể được sử dụng khi DCAB hoàn toàn ổn định hoặc giá trị của DCAB càng âm càng tốt. Việc đo pH nước tiểu ở các trại chăn nuôi bò sữa có thể xác định có hiệu quả tình trạng sinh lý của bò về điều hoà và chuyển hoá Ca. Góp phần cải thiện hiệu quả kinh tế chăn nuôi.
Muối anion cho bò cạn sữa giai đoạn cuối (thường 2 tuần trước đẻ), trong những năm gần đây, để chuẩn bị cho bò cái đủ nhu cầu calci ở giai đoạn đẻ, việc bổ sung anion được khuyến cáo. Về bản chất, chúng làm giảm độ pH của dịch cơ thể, cho phép vận chuyển calci xương, làm giảm sự khác biệt cation-anion (DCAD) trong chế độ ăn cạn sữa trước khi ăn bổ sung anion làm giảm tỉ lệ hạ calci máu, có thể theo dõi hiệu quả của các muối anion bằng cách kiểm tra nước tiểu trước khi làm mới. PH trong nước tiểu sẽ giảm từ khoảng 8,0 xuống dưới 7,0 khi anion (sulfate và chloride) được cung cấp trong thời gian cạn sữa cuối. Tuy nhiên, chất bổ sung anion làm tăng chi phí thức ăn. Ngoài ra, trong khi pH chỉ cần được hạ xuống trong 4 - 5 ngày trước khi sinh, vì mục đích thực tiễn, các nhà chăn nuôi sẽ cấp anion cho nhóm bò cạn sữa cuối kỳ trong 2-3 tuần.
Tác động tiêu cực là anions có thể có đối với bò cái hậu bị không được biết. Ngoài ra, một số muối anion được cho là không ngon và có thể làm giảm thu nhận chất khô của bò và qua đó có tác động tiêu cực. Vì vậy, các chất bổ sung loại này không nên dùng cho bò cạn cuối kỳ, mà ở đó các yếu tố khác, chẳng hạn như không gian máng ăn cho mỗi con bò hoặc sự quá đông ở chuồng bò cho bò cạn sữa cuối sẽ làm giảm ăn lượng chất khô. Ngay cả ở đàn trong đó các con bò cạn cuối kỳ được bổ sung muối anion, tỷ lệ thiếu calci cận lâm sàng cho thất khoảng 15%. Hãy quan sát bò mới đẻ, tìm những dấu hiệu cho thấy nó không khởi đầu ngon lành và kiểm tra tỷ lệ xuất hiện những trục trặc giai đoạn tiết sữa đầu ở đàn vật nuôi vì có thể không được cảnh tỉnh về tình trạng hạ calci huyết cận lâm sàng thường xảy ra đối với bò.

### Điều trị
Điều trị Hộ lý qua việc để gia súc nơi yên tĩnh, thoáng khí và sạch sẽ cho ăn khẩu phần ngon và giàu calci. Bổ sung VITAMIN O với liều 1-3g/lít nước cho uống để bồi bổ cơ thể trong 2-3 ngày. Truyền tĩnh mạch CAFEIN GLUCO giúp trợ tim mạch cho bò. Xoa bóp nhẹ bầu vú, vắt cạn sữa và bơm không khí vào bầu vú để bò hưng phấn và phục hồi cảm giác và các phản xạ. Bơm căng vừa phải, dùng dây vải buộc núm vú để giữ không khí khoảng một giờ thì mở ra. Trường hợp bò bị bại liệt và bệnh diễn biến từ từ cần bổ sung calci, trợ sức bằng vitamin, B- complex, bổ sung khoáng, kết hợp nuôi dưỡng với khẩu phần giàu dinh dưỡng, trong đó lưu ý đến hàm lượng Calci và Phosphor. Nuôi dưỡng bò sữa theo khẩu phần, phù hợp với nhu cầu. Ngoài các thành phần dinh dưỡng khác cần chú ý bổ sung đủ khoáng đa lượng (calci, phosphor...) cho bò sữa, đặc biệt là đối với những con có năng suất sữa cao.
Giữ chuồng khô sạch, đủ ánh sáng mặt trời, tránh nền ướt và trơn Cung cấp đủ nhu cầu dinh dưỡng trong thời kỳ mang thai và tiết sữa, đặc biệt là Ca, P và vitamin D Bổ sung kịp thờiCa, P chất lượng cao qua tiêm hay truyền tĩnh mạch ngay trước và sau sinh: Calphon-Forte 90-125ml/con Vitamin ADE: cho bò sữa lúc 3-4 tuần trước khi sinh, Vigantol E 5ml/con. Cho bê con lúc bắt đầu tập ăn, Vigantol E 3ml/con Trường hợp hạ calci huyết cấp, cần cấp cứu băng: Truyền tĩnh mạch để bổ sung ngay calci, dùng: calcium-F, liều lượng 100-150ml hoặc calmaphos, liều 150-250ml. Tiêm thuốc hạ nhiệ, dùng: analgin, liều 40ml/con. Tiêm thuốc trợ sức: Vitamin B-complex, liều 5-10 ml. Multivit-forte, liều 5-10 ml.
Cách phổ biến nhất để ngăn ngừa sốt sữa là cung cấp thức ăn chứa calci, natri và kali thấp trong thời gian cạn sữa. Cỏ alfalfa, với hàm lượng calci và kali cao hơn cỏ thường (các loại cỏ hòa thảo) hoặc rơm, thường được loại bỏ khỏi khẩu phần ăn cho bò cạn sữa. Mặc dù vậy, để có hiệu quả trong việc ngăn ngừa hạ calci huyết dưới lâm sàng, các khoáng chất này cần ở mức rất thấp, nhưng trong thực tế yêu cầu này khó có thể đạt được vì nồng độ trong thức ăn thường đã cao. Đây là những đàn bò được mô tả như là đã cho ăn chế độ ăn của bò cạn sữa điển hình và có 50% hạ calci đường huyết.

## Các loài khác

### Trên lợn
Sốt sữa và mất sữa là hiện tượng thường gặp ở lợn nái sau khi đẻ với những biểu hiện đặc trưng là các núm vú bị teo dần và cứng lại, lợn con bị đói sữa kêu liên tục, thể trạng gầy sút, lợn mẹ không có sữa, tê liệt nằm một chỗ. Về triệu chứng bệnh thường phát sinh sau khi lợn đẻ 4-5 ngày, lợn nái đột nhiên bỏ ăn, đi lại liêu xiêu, đi lại không vững, té ngã hoặc nằm mắt lim dim, lơn nái thích nằm, kém vận động, heo nái tê liệt nằm một chỗ, mắt lim dim, hệ thống cơ bắp thịt giật liên tục, 2 chân sau cứng đờ, Heo bị tê liệt ở một vài vùng thân, bắp thịt giật, hai chân sau cứng.
Lợn mê man lưỡi thè ra ngoài miệng, bàng quang và ruột ngừng hoạt động, mũi khô da tái, tứ chi lạnh, thân nhiệt hạ dưới mức bình thường. Bầu vú căng to nhưng không có sữa, vắt không ra sữa, lợn con bú luôn miệng mà không no, kêu liên tục, càng ngày càng gầy sút. Heo mê man, lưỡi thè ra ngoài, mũi khô, da tái, bốn chân lạnh, thân nhiệt hạ dưới mức bình thường. Vú căng nhưng vắt không ra sữa. Nếu không điều trị kịp thời lợn nái sẽ bị chết trong vòng 3-4 ngày. Nguyên nhân như viêm vú, viêm tử cung hoặc do nái thiếu Calci, năng lượng, thiếu Vitamin C.
Một số nguyên nhân cơ bản là do lợn mẹ bị sót nhau, nhau còn tồn lại trong tử cung từ đó luôn tiết ra Folliculin ngăn trở sự phân tiết Prolactin làm cho tuyến vú không sinh sữa. Do lợn mẹ bị viêm tử cung hay viêm vú làm lợn sốt cao dẫn tới mất sữa họăc do lợn mẹ bị sụt calci huyết. Do đẻ khó làm quá trình sinh đẻ kéo dài tiêu hao mất nhiều năng lượng mà năng lượng ấy lại được lấy từ chất bột đường, chất bột đưông được chuyển hoá thành chất đạm, từ đạm chuyển thành sữa, do khẩu phần ăn bị thiếu chất bột đường nên khi chát bột đường bị cạn thì tuyến vú tuy căng nhưng không có sữa. Do thiếu vitamin C để đồng hoá chất bột đường, đường giúp đạm chuyển hoá thành sữa do đó khi thiếu vitamin C sẽ gây viêm vú và mất sữa.
Biện pháp điều trị bệnh này trước hết phải tìm đúng nguyên nhân để điều trị mới có hiệu quả. Nếu là sót nhau thì dùng biện pháp dùng Gluconatcalci 10% với liều 50ml/con tiêm tĩnh mạch tai, Oxytocin 20UI/1 kg thể trọng hay Ergotin 0.5 mg/con tiêm bắp. Nếu là viêm tử cung có dich nhờn mùi tanh chảy ra thì tuỳ thuộc vào mức độ viêm mà có thể dùng 1 trong các phương pháp sau đây:
- Phương pháp 1 tiến hành thụt rửa tử cung bằng dung dịch Rivanol 0,1% hay thuốc tím 0,1% ngày 1 lần sau khi thụt rửa đợi hay kích thích cho dung dịch thụt rửa đẩyr hết ra ngoài, dùng Neomycin 12 mg/kg thể trọng thụt vào tử cung ngày 1 lần liệu trình điều trị từ 3-5 ngày.
- Phương pháp 2 dùng PGF2a hay các dẫn xuất của nó như Etrumat, Oestrophan, Prosolvin, Hanprost tiêm dưới da với liều 25 mg tiêm 1 lần sau đó thụt vào tử cung 200ml dung dịch Lugol thụt ngày 1 lần liệu trình điều trị từ 3-5 ngày.
- Phương pháp 3 dùng Oxytoxin 6 ml tiêm dưới da, Lugol 200ml, Neomycin 12 mg/kg thể trọng thụt tử cung, Ampecilline 3-5gr tiêm bắp hay tĩnh mạch tai ngày 1 lần liệu trình điều trị từ 3-5 ngày
- Phương pháp 4 dùng PGF2a hay các dẫn xuất của nó tiêm dưới da 2ml (25 mg) tiêm 1 lần, Lugol 200ml, Neomycin 12 mg/kg thể trọng thụt vào tử cung, Ampecilline 3-5gr tiêm bắp hay tĩnh mạch tai ngày 1 lần liệu trình điều trị từ 3-5 ngày.
- Hoặc có thể dùng nước sinh lý mặn ngọt 300ml kết hợp với Vitammin C truyền tĩnh mạch tai. Nếu vú đã trở lại bình thường mà vẫn ít sữa thì tiêm Thyroxin với liều 1ml/con/ngày để thúc đẩy quá trình đạm biến thành sữa.

Để phòng trị thì Khẩu phần nái giai đoạn mang thai phải cân đối đạm khoáng và vitamin, do đó cần bổ sung vào khẩu phần:
- Embavit No6: 1 kg/400 kg thức ăn
- Calphovit: 100g/100 kg thức ăn
- Biotin H –AD 50g/100 kgthức ăn* Kết hợp tiêm Vimekat 20ml/nái giai đoạn mang thai và Poly AD 5ml/nái vào 14 ngày trước khi đẻ.

Điều trị phải tìm đúng nguyên nhân để điều trị: 
- Nếu do sót nhau: Tiêm Oxytocin liều 3 ml/ nái, tiêm nhắc lại 2-3 giờ/lần vào bắp thịt hay dưới da, sau đó tiêm Marbovitryl 1ml/10 kg thể trọng để phòng nhiễm trùng.
- Nếu viêm tử cung ra nước nhờn mùi hôi thối: thì thụt rửa tử cung bằng dung dịch nước muối hoặc thuốc tím, sau đó tiêm các loại kháng sinh như Vime-sone, Marbovitryl kết hợp kháng viêm Ketovet.
- Nếu thiếu Calci: thì tiêm tĩnh mạch Vime-Calamin 1ml/2 kg trọng lượng.

### Trên dê
Trên dê, bệnh này xuất hiện trong nuôi dê do dê ăn khẩu phần thiếu hay mất cân bằng calci và phosphor trong thời gian dài nên bị hội chứng rối loạn thần kinh, gây ra bệnh sốt sữa. Bệnh này thường xảy ra trong giai đoạn dê đang tiết sữa hoặc cạn sữa thời gian mà dê cần rất nhiều calci và phosphor so với bình thường, song không được đáp ứng đủ, do đó dê phải sử dụng nguồn calci từ máu. Khi lượng calci trong máu giảm dưới 6 mg/100ml thì dê bị rối loạn thần kinh. Dê sữa có năng suất cao thường bị bệnh này. Lúc đầu dê giảm ăn, suy nhược cơ thể, đi đứng khó khăn, sau đó dựa vào tường rồi nằm nghiêng một bên, co giật và tê liệt, không đứng dậy được. Thân nhiệt hạ xuống khoảng 38 độ C, mạch đập nhanh hơn bình thường. Không điều trị kịp thời, dê có thể tử vong.

### Trên thỏ
Hiện tượng sốt sữa trên thỏ xuất hiện khi thỏ sinh sản nặng 2,5 kg/1 con. Có biểu hiện thỏ cái sau khi đẻ 5 ngày không cho con bú, thỏ con đói rồi chết. Với biểu hiện thỏ mẹ đẻ con nhưng không cho bú, thỏ con chết. do thỏ mẹ bị sốt sữa và thỏ con chết do thiếu dinh dưỡng. Trong trường hợp này cần can thiệp như sau: Trị sốt sữa cho thỏ mẹ, tiêm bắp: Linco-gen LA (chứa hoạt chất: Gentamycine, Lincoomycin): 1ml/6–8 kg thỏ. Dùng Oxytocin: 40UI/100 kg thỏ. Ngày tiêm 2 lần/4 ngày. Thỏ con: nuôi bộ bằng sữa trẻ em sơ sinh